# Gijs van Lennep
Gijsbert „Gijs“ van Lennep (Aerdenhout, 1942. március 16.) holland autóversenyző, a Le Mans-i 24 órás autóverseny kétszeres (1971, 1976) győztese, volt Formula–1-es pilóta.

## Pályafutása

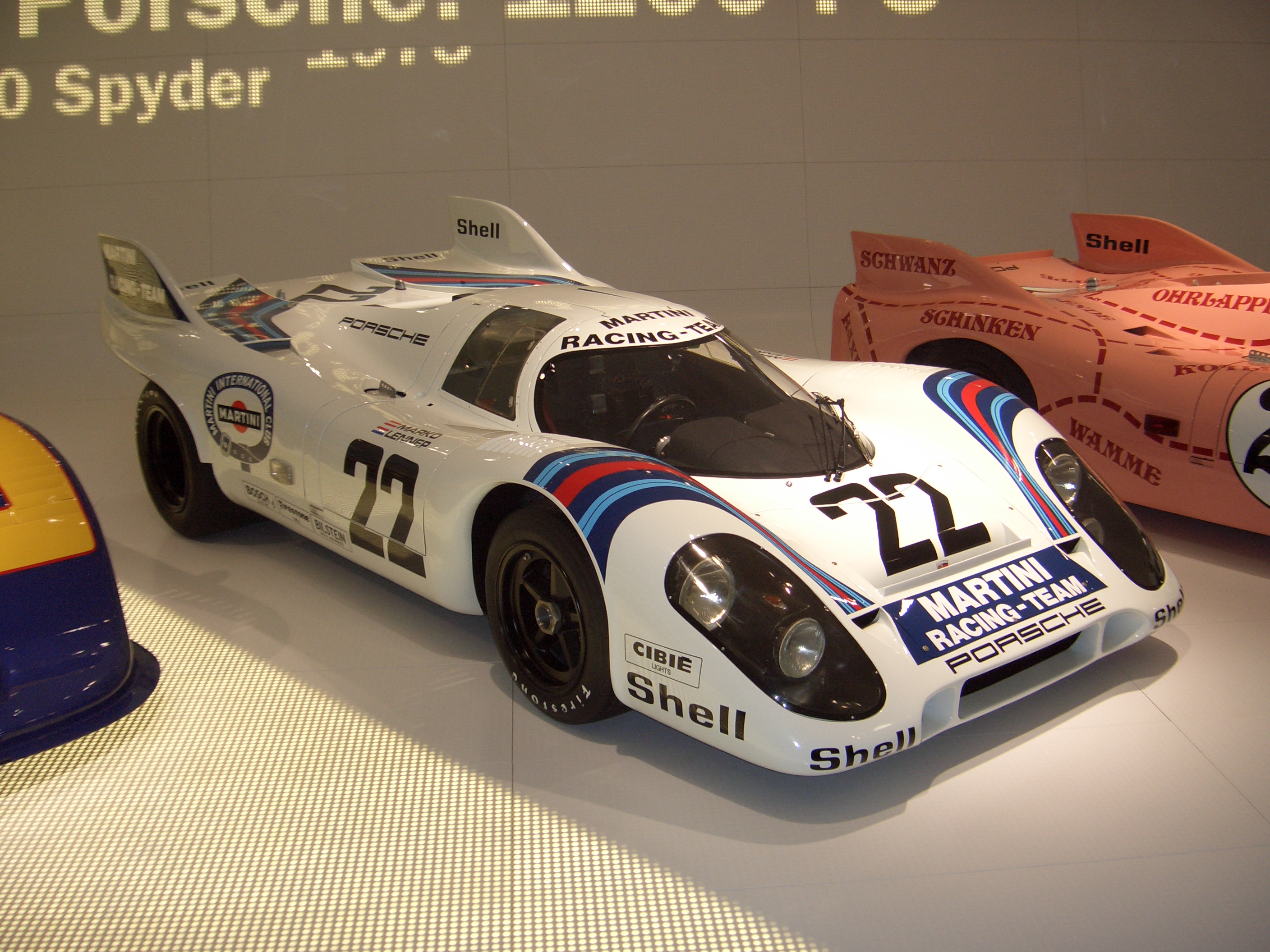
Gijs és Helmut győztes autója az 1971-es Le Mans-i versenyről

A Porsche-gyár versenyzőjeként több sikert ért el hosszútávú autóversenyeken. 1971-ben Helmut Marko, 1976-ban pedig Jacky Ickx társaként lett első a Le Mans-i 24 órás versenyen. 1971-es sikerüknél új távolsági rekordot állítottak fel a verseny történelmében. Gijs és Helmut 5335 kilométert tettek meg a 24 óra alatt, mely rekord egészen a 2010-es futamig életben volt.
1972-ben megnyerte a brit Formula 5000 sorozat bajnoki címét.
1973-ban a Targa Florio győztese volt.
1971 és 1975 között a Formula–1-es világbajnokság tíz versenyén vett részt. Ez időszak alatt mindössze két alkalommal volt pontszerző.

## Sikerei
- Le Mans-i 24 órás autóverseny
  - Győzelem: 1971, 1976
    - Második: 1973
- Targa Florio
  - Győzelem: 1973
- Brit Formula 5000
  - Bajnok: 1972

## Eredményei

### Teljes Formula–1-es eredménylistája
(Táblázat értelmezése)

(Félkövér: pole-pozícióból indult; dőlt: leggyorsabb kört futott) 

| Év   | Csapat                        | Modell            | Motor                    | 1   | 2   | 3   | 4     | 5      | 6   | 7   | 8      | 9      | 10    | 11     | 12    | 13     | 14  | 15  | Helyezés | Pont |
| ---- | ----------------------------- | ----------------- | ------------------------ | --- | --- | --- | ----- | ------ | --- | --- | ------ | ------ | ----- | ------ | ----- | ------ | --- | --- | -------- | ---- |
| 1971 | Stichting Autoraces Nederland | Surtees TS7       | Ford Cosworth DFV 3.0 V8 | RSA | ESP | MON | NED 8 | FRA    | GBR | GER | AUT    | ITA    | CAN   |        |       |        |     |     | -        | 0    |
| 1971 | Team Surtees                  | Surtees TS9       | Ford Cosworth DFV 3.0 V8 |     |     |     |       |        |     |     |        |        |       | USA Ni |       |        |     |     | -        | 0    |
| 1973 | Frank Williams Racing Cars    | Iso Marlboro IR   | Ford Cosworth DFV 3.0 V8 | ARG | BRA | RSA | ESP   | BEL    | MON | SWE | FRA    | GBR    | NED 6 | GER    | AUT 9 | ITA Ki | CAN | USA | 19.      | 1    |
| 1974 | Frank Williams Racing Cars    | Iso Marlboro FW02 | Ford Cosworth DFV 3.0 V8 | ARG | BRA | RSA | ESP   | BEL 14 | MON | SWE |        |        |       |        |       |        |     |     | -        | 0    |
| 1974 | Frank Williams Racing Cars    | Iso Marlboro FW01 | Ford Cosworth DFV 3.0 V8 |     |     |     |       |        |     |     | NED Nk | FRA    | GBR   | GER    | AUT   | ITA    | CAN | USA | -        | 0    |
| 1975 | HB Bewaking Team Ensign       | Ensign N174       | Ford Cosworth DFV 3.0 V8 | ARG | BRA | RSA | ESP   | MON    | BEL | SWE | NED 10 |        |       |        |       |        |     |     | 19.      | 1    |
| 1975 | HB Bewaking Team Ensign       | Ensign N175       | Ford Cosworth DFV 3.0 V8 |     |     |     |       |        |     |     |        | FRA 15 | GBR   | GER 6  | AUT   | ITA    | USA |     | 19.      | 1    |

### Le Mans-i 24 órás autóverseny
| Év   | Csapat                        | Autó                    | Csapattárs       | Csapattárs      | Csapattárs     | Helyezés | Kiesés oka                            |
| ---- | ----------------------------- | ----------------------- | ---------------- | --------------- | -------------- | -------- | ------------------------------------- |
| 1970 | AAW Racing with David Piper   | Porsche 917K            | David Piper      |                 |                | Kiesett  | Baleset                               |
| 1971 | Martini Racing Team           | Porsche 917K            | Helmut Marko     |                 |                | Győzelem |                                       |
| 1972 | Ecurie Bonnier Switzerland    | Lola T280               | Gérard Larrousse | Joakim Bonnier  |                | Kiesett  | Kiestek Bonnier halálos balesete után |
| 1973 | Martini Racing Team           | Porsche 911 Carrera RSR | Herbert Müller   |                 |                | 4.       |                                       |
| 1974 | Martini Racing Team           | Porsche 911 Carrera RSR | Herbert Müller   |                 |                | 2.       |                                       |
| 1975 | Gelo Racing Team              | Porsche 911 Carrera RSR | John Fitzpatrick | Manfred Schurti | Toine Hezemans | 5.       |                                       |
| 1976 | Martini Racing Porsche System | Porsche 936             | Jacky Ickx       |                 |                | Győzelem |                                       |

## Külső hivatkozások
- Profilja a grandprix.com honlapon (angolul)
- Profilja a statsf1.com honlapon (angolul)